# 합리화 (사회학)
사회학에서 합리화는 사회 행동의 동기인 전통, 가치, 감정을 합리성과 이성에 기초한 개념으로 대체하는 것이다. 예를 들어, 정부에 관료주의의 구현은 일종의 합리화이며, 건축과 도시 계획에서 고효율의 생활 공간을 건설하는 것이다. 현대 시대에 문화의 합리화가 일어날 수 있는 잠재적인 이유는 세계화의 과정에 있다. 국가들은 점점 더 상호연계가 되어가고 있고, 기술의 발달로 인해, 국가들이 소셜 네트워킹, 미디어, 그리고 정치를 통해 서로에게 영향을 미치는 것이 더 쉬워지고 있다. 합리화의 예로는 아프리카의 특정 지역에서 마녀의사들이 있을 수 있는 것이다. 많은 현지인들이 이러한 시스템을 문화와 전통의 중요한 부분으로 보고 있지만, 개발 계획과 원조 노동자들은 현지인들을 현대 의학과 실습에 대해 교육하기 위해 이러한 관행을 합리화하려고 노력해왔다(Giddens, 2013).
많은 사회학자, 비판 이론가, 그리고 현대 철학자들은 합리화가, 잘못 진보로 간주되어, 사회에 부정적이고 비인간적인 영향을 끼쳐, 근대성을 계몽주의의 중심 원칙에서 멀어지게 한다고 주장해 왔다. 사회학의 창시자들은 합리화에 대해 비판적인 반응을 보였다.
마르크스와 엥겔스는 무엇보다도 현대 사회의 출현을 자본주의의 발전과 연관시켰다; 더크하임에게는 그것은 산업화와 이것이 가져온 새로운 노동의 사회적 분열과 관련이 있었다; 베버에게 그것은 독특한 사고방식, 즉 그가 개신교 윤리와 연관시킨 합리적인 계산의 출현과 관련이 있었다 (마르크스와 엥겔스가 말하는 '자아 계산의 얼음 물결'에 관한 것 보다 더 혹은 덜).
— 존 해리스 제2의 위대한 변혁? 1992년 20세기 말의 자본주의

## 자본주의
합리화는 고전 사회학의 기초에서 중심 개념을 형성했는데, 인류학과는 대조적으로 그 분야가 현대 서구 사회의 본질에 중점을 두었다. 이 용어는 독일의 실증주의자 막스 베버에 의해 제시되었지만, 그것의 주제는 많은 학자들에 의해 제시된 현대성의 비판과 유사하다. 변증법주의의 거부와 사회문화적 진화의 거부는 그 개념을 알려준다.
베버는 “프로테스탄트 윤리와 자본주의 정신”에서 합리화를 보여주었는데, 이 책에서 개신교 신학, 특히 칼뱅주의의 목적은 그들의 '구제 불안'을 다루기 위한 방법으로서 경제적 이득을 취하는 합리적인 수단으로 옮겨간 것으로 보인다. 그는 이 교리의 합리적 결과들은 곧 그것의 종교적 뿌리와 양립할 수 없게 되었고, 그래서 후자는 결국 폐기되었다고 주장했다. 베버는 이 문제에 대한 조사를 이후의 작업에서, 특히 관료제와 권위의 분류에 관한 그의 연구에서 계속한다. 이 작품들에서 그는 합리화를 향한 불가피한 움직임을 암시한다.
베버는 합리적이고 합법적인 권위를 향한 움직임은 불가피하다고 믿었다. 카리스마적 권위에서 지도자의 죽음은 그 권위의 권력을 효과적으로 종식시키며, 오직 합리적이고 관료적인 기반을 통해서만 이 권위를 양도할 수 있다. 합리화된 사회의 전통적인 당국도 안정적인 가입을 위해 합리적이고 합법적인 기반을 개발하는 경향이 있다. (더 많은 것 : 권한의 3자 분류)
베버가 묘사한 것은 서구 문화의 세속화뿐만 아니라 합리화의 관점에서 현대 사회의 발전이었다. 사회의 새로운 구조는 자본주의 기업과 관료적 국가 기구의 조직 핵심을 중심으로 형성되었던, 기능적으로 서로 맞물리는 두 시스템의 차별화에 의해 특징지어졌다. 베버는 이 과정을 목적 합리적인 경제 및 행정행위의 제도화라고 이해했다. 일상생활이 이러한 문화적, 사회적 합리화의 영향을 받는 정도까지의, 그리고 근대 초기엔 주로 무역에 따라 구분되었던 전통적인 형태의 삶은 해체되었다.
          — 위르겐 하버마스의 현대적 시간의식
봉건제와 같은 전통 사회에서는, 예를 들어, 여왕이나 추장의 전통적인 리더십 아래 관리되는 반면에, 현대 사회는 합리적인 법 체계 하에서 운영된다. 예를 들어, 민주주의는 합리적이고 정량적인 수단(예: 민권 입법)을 사용하여 질적 우려(인종 차별 등)를 해결하려고 시도한다. 베버는 합리화의 궁극적인 효과를 그의 경제와 사회에서의 "차가운 어둠의 극야"로 이끈다고 묘사했는데, 이 과정에서 인간 삶의 합리화의 증가는 규칙 기반의 이성적인 통제의 "철새장" (혹은 "철강 하드 케이싱")에 개인을 가두었다.
위르겐 하버마스는 합리화를 제대로 이해하려면 베버의 합리화 개념을 넘어서야 한다고 주장해 왔다. 그것은 계산 및 효율성(즉, 수단과 목적의 관계를 모두 감소시키는)을 포함하는 도구적 합리성과 의사소통에서 상호 이해의 폭을 넓히는 것을 포함하는 의사소통적 합리성을 구별하는 것, 의사소통에 대한 반영적 담론을 통해 이러한 이해를 넓히는 능력, 그리고 사회와 정치적 삶을 이러한 확대된 이해의 대상으로 만드는 것을 요구한다.
소통행동 이론에서 베버는 헤겔이 마르크스를 위해 했던 역할 같은 것을 하고 있는 것이 분명하다. 하버마스에게 베버는 (목표적 합리화) 행동의 합리화보다 더 체계적이고 구조적인 분석을 통해 그의 근대성 이론을 지지하기 위해 한 쪽 다리가 아니라 두 쪽 다리로 서라고 설득될 만큼 그렇게 서 있지 않을 것이다. 베버는 행동에 주관적인 의미를 부여한 배우의 관점에서 행동을 정의할 때 의사소통 행동의 이론으로 회사를 분할한다. 그는 언어 모델과 관련하여 "의미"를 설명하지 않는다; 그는 그것을 가능한 이해의 언어적 매체와 관련시키지 않고, 고립되어 있는 것으로 간주되는 연기하는 주체의 믿음과 의도와 관련시킨다. 이것은 그가 가치-합리성, 목적-합리성, 전통적인 행동과 정서적인 행동 사이의 친숙한 구별을 하게 한다. 베버가 대신 해야 할 일은 행동의 방향이 아니라 연기 하는 주체가 속한 생활 세계의 일반적인 구조에 집중하는 것이었다.
          — 윌리엄 아웃화이트 하버마스: 주요 현대 사상가 1988,

### 홀로코스트, 현대성, 양면성

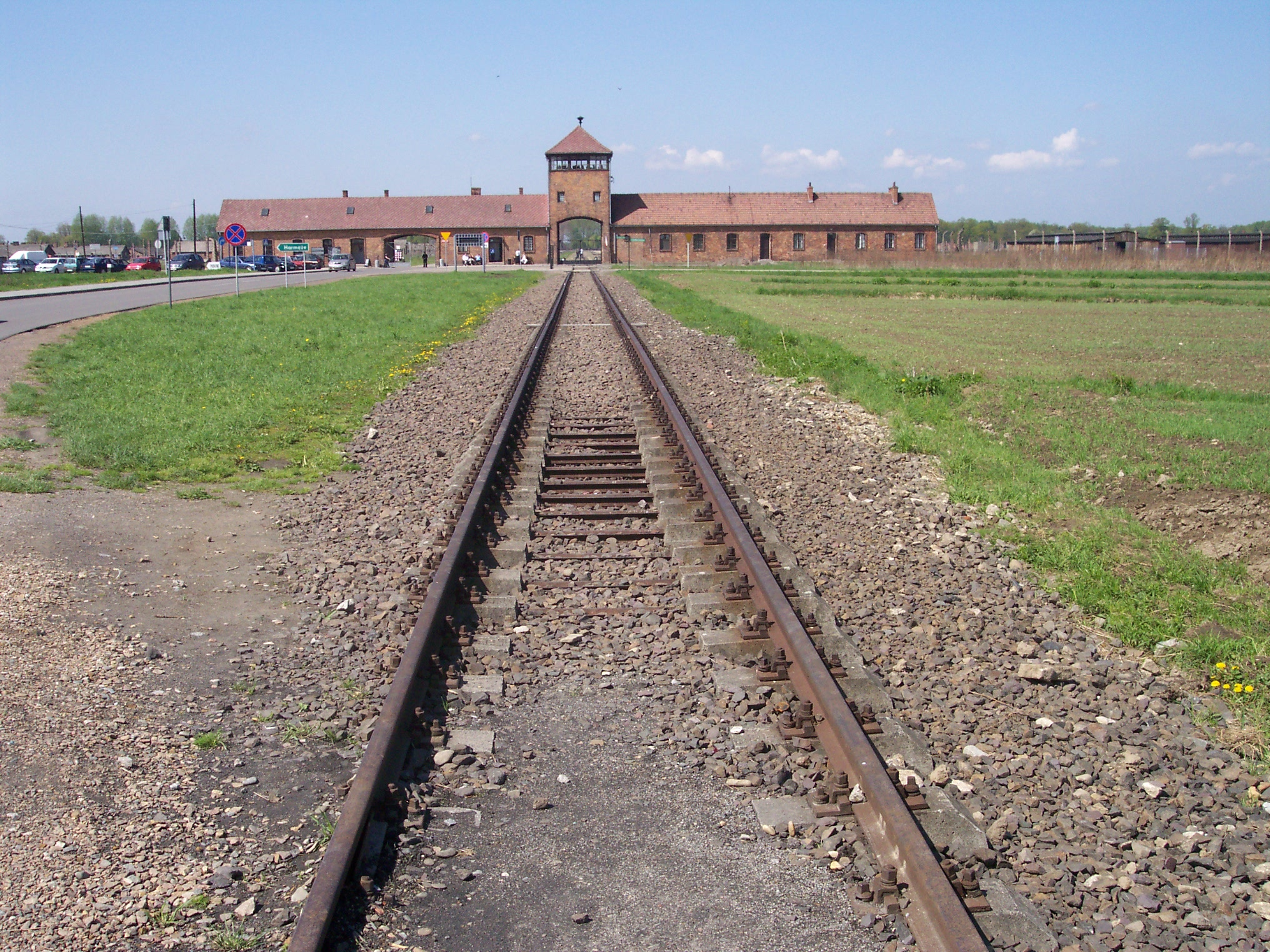
아우슈비츠 2 세 (비르 케 나우)의 죽음의 수용소로 이어지는 철도 노선.

Zygmunt Bauman에게, 현대성의 표시로서 합리화는 홀로코스트의 사건들과 밀접하게 연관되어 있을 수 있다. 현대성과 양면성에서, 바우만은 현대 사회가 낯선 사람에 대해 채택하는 다른 접근법에 대해 설명하려고 시도했다. 그는 한편으로는 소비자 지향적인 경제에서는 낯설고 낯선 것이 항상 유혹적이라고 주장했다; 다른 스타일의 음식, 다른 패션, 그리고 관광에서는 낯선 것의 유혹을 경험할 수 있다.
그러나 이러한 이상함은 또한 부정적인 면도 가지고 있다. 이방인은, 자기가 다스리고 명령받을 수 없기 때문에, 언제나 두려움의 대상이다; 그는 잠재적인 강도이고, 끊임없이 위협을 가하는 사회 국경 밖의 사람이다. 바우만의 가장 유명한 책인 “현대성과 홀로코스트”는 이러한 종류의 두려움의 위험성을 충분히 설명하려는 시도이다. 전체주의와 계몽주의에 관한 한나 아렌트와 테오도어 아도르노의 저서를 토대로 바우만은 홀로코스트가 단순히 유대인 역사에서 일어난 사건이라고 여겨서는 안 되며, 전근대적인 야만주의에 대한 회귀도 안 된다고 주장한다. 그는 오히려 홀로코스트가 현대와 질서정연한 노력과 깊은 관련이 있다고 보아야 한다고 말한다. 절차적 합리성, 노동을 더 작고 작은 업무로 나누는 것, 다른 종들의 분류학적인 분류, 그리고 규칙을 따르는 것을 도덕적으로 좋은 것으로 보는 경향은 모두 홀로코스트에서 그들의 역할을 했다.
이런 이유로 바우만은 현대 사회가 홀로코스트의 교훈을 충분히 받아들이지 않았다고 주장한다. 그것은 일반적으로 -바이만의 은유를 사용하면- 거의 교훈을 주지 않는 벽에 걸린 그림처럼 보인다. 바우만의 분석에 따르면, 유대인들은 유럽에서 '낯선 사람들'의 우수성이 되었다. ”최후의 해결책”은 사회가 그들 안에 존재하는 불편하고 불확실한 요소들을 제거하려는 시도의 극단적인 예로써 그에 의해 그려졌다. 바우만은, 철학자 조르조 아감벤과 마찬가지로, 홀로코스트에서 시행되고 있는 동일한 배제 과정이 오늘날에도 여전히 적용될 수 있다고 주장했다.

### 아도르노와 호크하이머의 "계몽"의 정의
현대 서구 사회에 대한 그들의 분석에서, 계몽주의의 변증법(1944년, 1947년 개정), 테오도어 아도르노와 막스 호르크하이머는 넓고 비관적인 계몽 개념을 발전시켰다. 그들의 분석에서 계몽은 어두운 면을 가지고 있었는데, 그것은 '창조주의' 철학에 의해 미신과 신화를 폐지하려고 노력하면서, 그것 자체의 '신화' 근거를 무시했다는 것이다. 그것의 전체성과 확실성을 향한 노력은 이성의 계기화를 증가시켰다. 그들의 관점에서, 깨우침은 스스로 계몽되어야 하며, '신화가 없는' 세계관으로 자리잡아서는 안 된다. 일반적으로 마르크스주의 철학에서는 합리화가 "상품 물신성"의 개념과 밀접하게 연관되어 있는데, 그 이유는 특정 업무를 수행하기 위해 만들어진 제품일 뿐만 아니라 특정한 업무를 수행하기 위해 고용된 직원들도 있기 때문이다.

## 소비

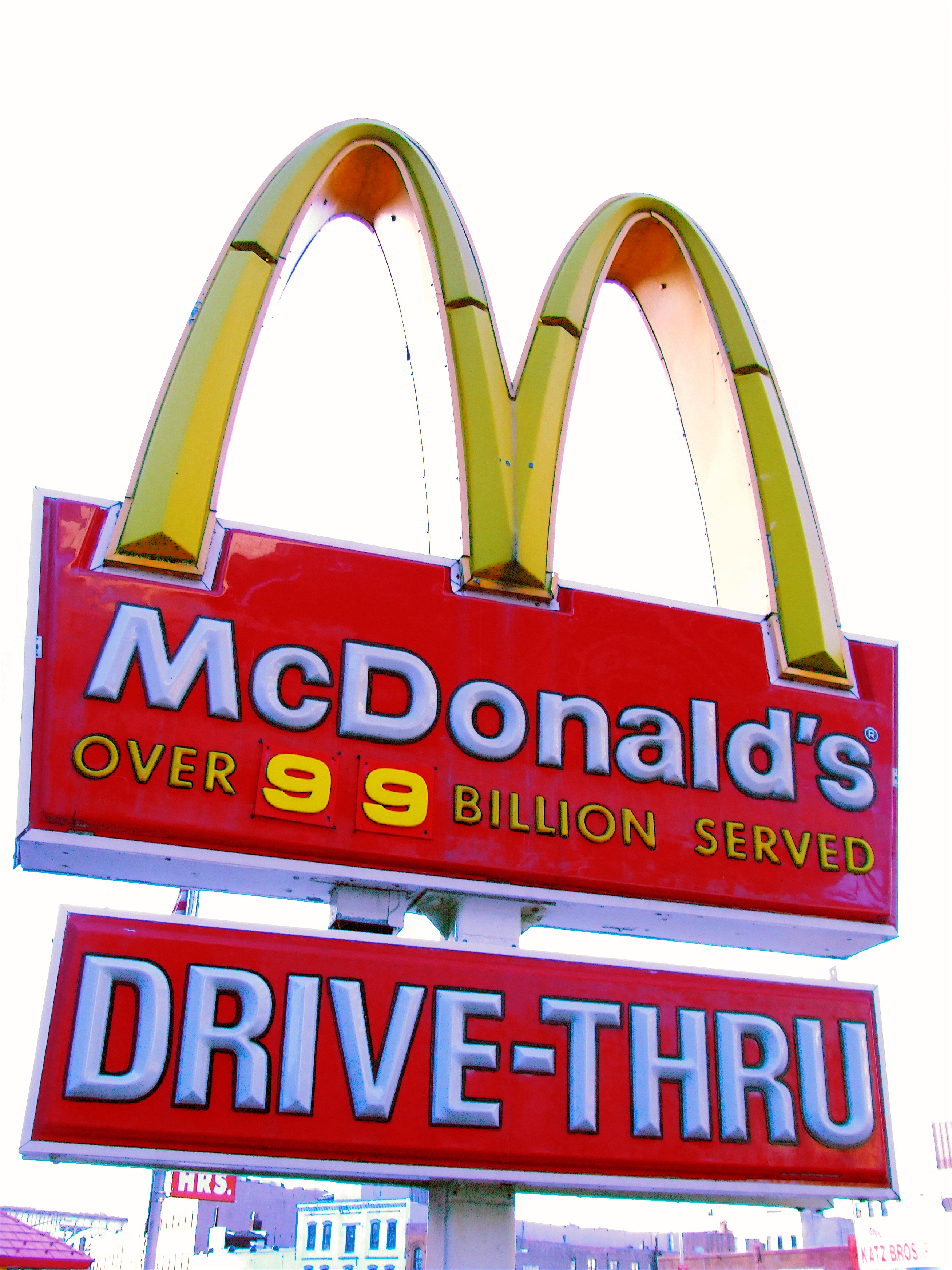
맥도날드의 ' 드라이브 스루 '표지판. "990 억이 넘는 서비스"성명서는 Ritzer의 계산 가능성에 대한 아이디어를 보여준다.

현대 음식 소비는 합리화의 과정을 대표한다. 전통적인 사회에서 음식 준비가 더 힘들고 기술적으로 비효율적인 곳에서, 현대 사회는 배달의 속도와 정확성을 위해 노력해왔다. 이윤을 극대화하기 위해 고안된 패스트푸드점들은 구상 이후 총체적인 효율성을 향해 노력해왔으며, 계속해서 그렇게 하고 있다. 엄격한 수준의 효율성은 작업자의 작업 제어 강화, 보다 복잡한 시스템을 보다 단순하고 시간이 덜 걸리는 시스템으로 교체, 간단한 번호의 가치 제공 시스템 및 드라이브 스루 창 추가 등 여러 가지 방법으로 달성되었다.
또한 합리화는 현대 상점들이 소비자에게 더 낮은 가격의 객관적인 이점을 제공하는 것과 함께, 사회학자들이 덜 규제된다고 생각하는 것과 같은 주관적인 이점을 소비자에게 제공할 수 있는 더 전통적인 상점들을 더 자연적인 환경으로 대체하는 데서도 관찰할 수 있다. 월마트의 사례는 이러한 변화를 보여주는 강력한 예이다. 월마트가 더 많은 전통적인 상점을 효과적으로 대체하는 것에 대해 상당한 비판을 받아왔지만, 이러한 주관적인 사회적 가치 우려는 기업의 확장을 제한하는데 있어서 사회학자들이 전통적인 상점에 대해 주장하는 이익보다 더 낮은 가격에 대한 대중의 선호로 인해최소한의 효과만을 가지고 있다. (특히 더 합리화된 국가에서)
사회학자 조지 리처는 맥도날드화라는 용어를 패스트푸드점의 행동뿐만 아니라 합리화의 일반적인 과정을 언급하기 위해 사용해 왔다. Ritzer는 맥도날드화의 네 가지 주요 성분을 구별한다.
- 효율성 – 작업을 수행하는 최적의 방법이며, A 지점에서 B 지점으로 이동하는 가장 빠른 방법이다. 맥도날드의 효율성은 조직의 모든 측면이 시간의 최소화에 맞춰져 있다는 것을 의미한다.[7]
- 계산 가능성 – 목표는 주관적(즉, 취향, 노동력)이 아니라 수량화할 수 있다. 맥도널드화는 수량이 품질과 동일하고, 짧은 시간 안에 고객에게 많은 양의 제품이 전달되는 것이 고품질 제품과 같다는 개념을 발전시켰다. "그들은 맥도널드에 사람이 걸어 들어가 똑같은 방법으로 정확히 똑같은 방식으로 준비된 샌드위치를 받을 수 있는 방식으로 조직을 운영한다. 따라서 모든 조치를 명시하고 운에 맡기지 않는 매우 합리적인 시스템이 탄생한다."[7]
- 예측 가능성 – 획일적이고 표준화된 서비스. "예측 가능성"은 사람이 어디를 가더라도 기업과의 모든 상호작용에서 동일한 서비스를 받고 동일한 제품을 받는다는 것을 의미한다. 이는 해당 조직의 근로자에게도 적용된다. 이들의 업무는 매우 반복적이고 예측 가능한 루틴이다.[7]
- 통제 – 획일적이고 표준화된 직원, 비인간적 기술로 인간을 대체한다.[7]

## 상용화
자본주의 자체가 합리화된 경제정책인 만큼 매출을 늘리기 위해 활용하는 상품화 과정도 그렇다. 예를 들어, 대부분의 휴일들은 종교적인 맥락이나 과거의 사건을 기념하기 위해 만들어졌다. 그러나 합리화된 사회에서는 이러한 전통적인 가치가 점점 줄어들고 있으며, 그 목표는 의미 있는 축하의 질적인 목표에서 판매를 증가시키는 더 양적인 목표로 바뀐다.
예를 들어, 미국에서는 현재 대부분의 주요 명절이 기업의 토템 역할을 하는 합리적이고 세속화된 형태들로 대표되고 있다. 전통적인 환경에서, 선물은 종종 상징적인 의미를 지닌 수공예품이다. 이러한 선물의 질적 가치는 개인들이 종종 그들이 받는 것에 관심이 있는 현재에 대해 힌트를 주거나 직접적으로 말하는 합리화된 사회에서 감소한다. 이러한 사회에서, 선물의 가치는 주관적인 것(즉, 상징적인 것)보다 객관적인 측정(즉, 금전적 가치)에 의해 가중될 가능성이 더 높다.

## 추가 합리화 대상

### 인간 신체
한 가지 합리적인 경향은 인체의 효율성과 생산량을 증가시키는 것이다. 규칙적인 운동, 다이어트, 증가된 위생, 의약품, 그리고 최적의 영양 섭취에 대한 강조를 포함한 몇 가지 수단을 이 목표에 도달하는 데 사용할 수 있다. 수명 뿐만 아니라, 이러한 것들은 더 강하고, 얇고, 더 최적화된 신체들이 신속하게 업무를 수행할 수 있도록 해준다. 이것의 또 다른 측면은 일정 수준의 신체적 매력을 유지하는 것이다. 머리카락의 빗질, 향기의 사용, 적절한 헤어스타일, 그리고 특정한 옷을 입는 것과 같은 과정은 계산된 사용을 받고, 다른 사람들에게 어떤 인상을 주는 것이다. 이런 경우에, 우리는 합리화가 어떻게 의미를 만들어내고 단순히 상황을 빠르게 하기 위한 방법이 아니라는 것을 알 수 있다. 즉, 뚱뚱한 사람은 자기 통제와 규율이 나쁘다고 알려져 있고, 따라서 여러분은 그것에 대해 개인적인 판단을 내릴 수 있다.
또 다른 경향은 과거에 가정 내에서 행해졌을지도 모를 과정의 관료화이다. 여기에는 출산에 병원 이용과 질병의 증상을 확인하고 치료를 처방하기 위한 의사 이용이 포함된다.

### 교육
합리화 교육은 비판적 담화(예: 종교)의 사용에 기초한 과목에 덜 초점을 맞추는 경향이 있으며, 계산된 중요 문제(예: 경영학)에 더 초점을 맞추는 경향이 있다. 이것은 또한 획일적인 표준에 근거하여 학생들을 측정하는 표준화된 객관식 시험을 향한 움직임에도 반영된다.

## 같이 보기
- 소비주의
- 마력 해제
- 지식 생산
- 포스트 모더니티
- 합리성과 힘
- 도시화

## 추가 자료
- Adorno, Theodor. 부정적인 변증법 . EB Ashton (런던) 번역 : Routledge, 1973
- 바우만, 지그문트. 근대성과 홀로 코스트. 뉴욕 이타카 : Cornell University Press 1989.ISBN 0-8014-2397-XISBN 0-8014-2397-X
- Green, Robert W. (ed. ). 개신교, 자본주의, 사회 과학. 매사추세츠주 렉싱턴 : 히스, 1973년.
- "McDonaldzation 원칙", Macionis, J. 및 Gerber, L. (2010). 사회학, 7 판